# MTV Video Music Award para Melhor Cinematografia
O MTV Video Music Award para Melhor Cinematografia (em inglês, MTV Video Music Award for Best Cinematography) é um prêmio do MTV Video Music Awards dado tanto a artistas quanto a cinegrafistas/diretores de fotografia de videoclipe. Foi apresentado pela primeira vez na cerimônia inaugural, em 1984. De 1984 a 2006, o nome completo do prêmio era Melhor Cinematografia em um Vídeo. Após uma breve remoção em 2007, seu nome foi encurtado para sua forma atual a partir de 2008.
O maior vencedor é Harris Savides, com três vitórias. Pascal Lebègue, Daniel Pearl, Mark Plummer e Scott Cunningham vêm em seguida com duas vitórias cada. O diretor de fotografia mais indicado é Daniel Pearl, com nove indicações, seguido por Martin Coppen, Christopher Probst e Jeff Cronenweth, com seis. Beyoncé ganhou o maior número de prêmios nesta categoria, conseguindo quatro vitórias. Os vídeos de Madonna foram os que mais receberam indicações, com dez. Ryan Lewis é o único Intérprete a ter vencido um prêmio nesta categoria, no caso, por seu trabalho como diretor de fotografia no vídeo de "Can't Hold Us". Lewis e Jared Leto foram os únicos intérpretes a terem sido indicados por seu trabalho enquanto diretores de fotografia, sendo que, no caso de Leto, a indicação foi para o vídeo de "Hurricane".

## Vencedores e indicados
| Ano  | Vencedor(a)                                                                           | Trabalho                                   | Intérprete(s)                                     | Indicados | Ref.   |
| ---- | ------------------------------------------------------------------------------------- | ------------------------------------------ | ------------------------------------------------- | --- | ------ |
| 1984 | Daniel Pearl                                                                          | "Every Breath You Take"                    | The Police                                        | - "All Hell's Breakin' Loose" – Tony Mitchell e Jim Crispi (interpretada por Kiss) - "Authority Song" – Daniel Pearl (interpretada por John Cougar Mellencamp) - "China Girl" – John Metcalfe (interpretada por David Bowie) - "Eyes Without a Face" – Tony Mitchell (interpretada por Billy Idol) - "(She's) Sexy + 17" – Harry Lake (interpretada por Stray Cats) | [ 1 ]  |
| 1985 | Pascal Lebègue                                                                        | "The Boys of Summer"                       | Don Henley                                        | - "Go Insane" – Oliver Stapleton (interpretada por Lindsey Buckingham) - "Heaven (version 2)" – Peter MacDonald (interpretada por Bryan Adams) - "Like a Virgin" – Peter Sinclair (interpretada por Madonna) - "Run to You" – Frank Gell (interpretada por Bryan Adams) | [ 2 ]  |
| 1986 | Oliver Stapleton                                                                      | "The Sun Always Shines on T.V."            | A-ha                                              | - "Burning House of Love" – Ken Barrows (interpretada por X) - "The Confessor" – Jan Kiesser e Ken Barrows (interpretada por Joe Walsh) - "Rough Boy" – Chris Nibley (interpretada por ZZ Top) - "Sex as a Weapon" – Peter Mackay (interpretada por Pat Benatar) | [ 3 ]  |
| 1987 | Mark Plummer                                                                          | "C'est la Vie"                             | Robbie Nevil                                      | - "Higher Love" – Peter Kagan (interpretada por Steve Winwood) - "Papa Don't Preach" – Michael Ballhaus (interpretada por Madonna) - "What's Going On" – Juan Ruiz Anchía (interpretada por Cyndi Lauper) - "With or Without You" – Daniel Pearl e Matt Mahurin (interpretada por U2) | [ 4 ]  |
| 1988 | Bill Pope                                                                             | "We'll Be Together"                        | Sting                                             | - "Father Figure" – Peter Mackay (interpretada por George Michael) - "Heaven Knows" – Steve Tickner (interpretada por Robert Plant) - "Learning to Fly" – Gordon Minard (interpretada por Pink Floyd) - "Luka" – Dariusz Wolski (interpretada por Suzanne Vega) | [ 5 ]  |
| 1989 | Mark Plummer                                                                          | "Express Yourself"                         | Madonna                                           | - "Roll with It" – Mark Plummer (interpretada por Steve Winwood) - "Smooth Criminal" – John Hora (interpretada por Michael Jackson) - "Twist in My Sobriety" – Jeff Darling (interpretada por Tanita Tikaram) | [ 6 ]  |
| 1990 | Pascal Lebègue                                                                        | "Vogue"                                    | Madonna                                           | - "The End of the Innocence" – David Bridges (interpretada por Don Henley) - "Janie's Got a Gun" – Dariusz Wolski (interpretada por Aerosmith) - "We Didn't Start the Fire" – Sven Kirsten (interpretada por Billy Joel) | [ 7 ]  |
| 1991 | Rolf Kestermann                                                                       | "Wicked Game (Concept)"                    | Chris Isaak                                       | - "Freedom! '90" – Mike Southon (interpretada por George Michael) - "Losing My Religion" – Larry Fong (interpretada por R.E.M.) - "Mama Said Knock You Out" – Stephen Ashley Blake (interpretada por LL Cool J) | [ 8 ]  |
| 1992 | Mike Southon e Daniel Pearl                                                           | "November Rain"                            | Guns N' Roses                                     | - "Enter Sandman" – Martin Coppen (interpretada por Metallica) - "Give It Away" – Marco Mazzei (interpretada por Red Hot Chili Peppers) - "Good Vibrations" – Dave Phillips (interpretada por Marky Mark e the Funky Bunch) - "Holiday (versão de Truth or Dare)" – Toby Phillips (interpretada por Madonna) - "I Can't Dance" – Daniel Pearl (interpretada por Genesis) - "In the Closet" – Rolf Kestermann (interpretada por Michael Jackson) - "My Lovin' (You're Never Gonna Get It)" – Paul Lauter (interpretada por En Vogue) - "Running Back to You" – Ralph Ziman (interpretada por Vanessa Williams) - "Silent All These Years" – George Tiffin (interpretada por Tori Amos) - "Tears in Heaven (Performance)" – David Johnson (interpretada por Eric Clapton) | [ 9 ]  |
| 1993 | Harris Savides                                                                        | "Rain"                                     | Madonna                                           | - "Constant Craving" – Marc Reshovsky (interpretada por K. d. lang) - "Free Your Mind" – Thomas Kloss (interpretada por En Vogue) - "If I Ever Lose My Faith in You" – Ivan Bartos (interpretada por Sting) - "Ordinary World" – Martin Coppen (interpretada por Duran Duran) | [ 10 ] |
| 1994 | Harris Savides                                                                        | "Everybody Hurts"                          | R.E.M.                                            | - "Amazing" – Gabriel Beristain (interpretada por Aerosmith) - "Heart-Shaped Box" – John Mathieson (interpretada por Nirvana) - "Sweet Lullaby" – Tarsem e Denise Milford (interpretada por Deep Forest) | [ 11 ] |
| 1995 | Garry Waller e Mike Trim                                                              | "Love Is Strong"                           | The Rolling Stones                                | - "Basket Case" – Adam Beckman (interpretada por Green Day) - "Interstate Love Song" – Kevin Kerslake (interpretada por Stone Temple Pilots) - "Scream" – Harris Savides (interpretada por Michael Jackson e Janet Jackson) - "Water Runs Dry" – Daniel Pearl (interpretada por Boyz II Men) - "Waterfalls" – Toby Phillips (interpretada por TLC) | [ 12 ] |
| 1996 | Declan Quinn                                                                          | "Tonight, Tonight"                         | The Smashing Pumpkins                             | - "Brokenhearted" – Martin Coppen (interpretada por Brandy com part. de Wanya Morris) - "Change the World" – Peter Nydrle e Marco Mazzei (interpretada por Eric Clapton) - "You'll See" – Adrian Wild (interpretada por Madonna) | [ 13 ] |
| 1997 | Stephen Keith-Roach                                                                   | "Virtual Insanity"                         | Jamiroquai                                        | - "The End Is the Beginning Is the End" – Declan Quinn (interpretada por The Smashing Pumpkins) - "Novocaine for the Soul" – Jeff Cronenweth (interpretada por Eels) - "The Perfect Drug" – Jeff Cronenweth (interpretada por Nine Inch Nails) | [ 14 ] |
| 1998 | Harris Savides                                                                        | "Criminal"                                 | Fiona Apple                                       | - "Don't Drink the Water" – Checco Varese (interpretada por Dave Matthews Band) - "Karma Police" – Stephen Keith-Roach (interpretada por Radiohead) - "Push It" – Max Malkin (interpretada por Garbage) - "Ray of Light" – Henrik Halvarsson (interpretada por Madonna) | [ 15 ] |
| 1999 | Martin Coppen                                                                         | "The Dope Show"                            | Marilyn Manson                                    | - "Beautiful Stranger" – Thomas Kloss (interpretada por Madonna) - "Freak on a Leash" – Julian Whatley (interpretada por Korn) - "Malibu" – Martin Coppen (interpretada por Hole) - "Miami" – Daniel Pearl (interpretada por Will Smith) | [ 16 ] |
| 2000 | Jeff Cronenweth                                                                       | "Do Something"                             | Macy Gray                                         | - "American Pie" – John Mathieson (interpretada por Madonna) - "I Disappear" – David Rudd (interpretada por Metallica) - "Sour Girl" – Martin Coppen (interpretada por Stone Temple Pilots) - "Take a Picture" – Daniel Pearl (interpretada por Filter) | [ 17 ] |
| 2001 | Lance Acord                                                                           | "Weapon of Choice"                         | Fatboy Slim                                       | - "Get Ur Freak On" – James Hawkinson (interpretada por Missy Elliott) - "Jaded" – Thomas Kloss (interpretada por Aerosmith) - "Stan" – Dariusz Wolski (interpretada por Eminem com part. de Dido) | [ 18 ] |
| 2002 | Brad Rushing                                                                          | "We Are All Made of Stars"                 | Moby                                              | - "One Minute Man" – Karsten "Crash" Gopinath (interpretada por Missy Elliott com part. de Ludacris e Trina) - "Whenever, Wherever" – Pascal Lebègue (interpretada por Shakira) - "A Woman's Worth" – John Perez (interpretada por Alicia Keys) | [ 19 ] |
| 2003 | Jean-Yves Escoffier                                                                   | "Hurt"                                     | Johnny Cash                                       | - "There There" – Fred Reed (interpretada por Radiohead) - "Underneath It All" – Karsten "Crash" Gopinath (interpretada por No Doubt com part. de Lady Saw) - "Work It" – Michael Bernard (interpretada por Missy Elliott) | [ 20 ] |
| 2004 | Joaquín Baca-Asay                                                                     | "99 Problems"                              | Jay-Z                                             | - "It's My Life" – Jeff Cronenweth (interpretada por No Doubt) - "Maps" – Shawn Kim (interpretada por Yeah Yeah Yeahs) - "Naughty Girl" – James Hawkinson (interpretada por Beyoncé) - "The Voice Within" – Jeff Cronenweth (interpretada por Christina Aguilera) | [ 21 ] |
| 2005 | Samuel Bayer                                                                          | "Boulevard of Broken Dreams"               | Green Day                                         | - "Blue Orchid" – Chris Soos (interpretada por The White Stripes) - "Ocean Breathes Salty" – Danny Hiele (interpretada por Modest Mouse) - "Speed of Sound" – Harris Savides (interpretada por Coldplay) - "Untitled" – Michael Bernard (interpretada por Simple Plan) - "Vertigo" – Omer Ganai (interpretada por U2) | [ 22 ] |
| 2006 | Robbie Ryan                                                                           | "You're Beautiful"                         | James Blunt                                       | - "Black Sweat" – Checco Varese (interpretada por Prince) - "Dani California" – Tony Kaye (interpretada por Red Hot Chili Peppers) - "Invisible" – Jeff Cutter (interpretada por Ashlee Simpson) - "Miss Murder" – Welles Hackett (interpretada por AFI) | [ 23 ] |
| 2007 | —                                                                                     | —                                          | —                                                 | — |        |
| 2008 | Wyatt Troll                                                                           | "Conquest"                                 | The White Stripes                                 | - "Honey" – Karsten "Crash" Gopinath (interpretada por Erykah Badu) - "I Kissed a Girl" – Simon Thirlaway (interpretada por Katy Perry) - "I Will Possess Your Heart" – Aaron Stewart-Ahn e Shawn Kim (interpretada por Death Cab for Cutie) - "When I Grow Up" – Christopher Probst (interpretada por The Pussycat Dolls) | [ 24 ] |
| 2009 | Jonathan Sela                                                                         | "21 Guns"                                  | Green Day                                         | - "Circus" – Thomas Kloss (interpretada por Britney Spears) - "Paparazzi" – Eric Broms (interpretada por Lady Gaga) - "Single Ladies (Put a Ring on It)" – Jim Fealy (interpretada por Beyoncé) - "Viva la Vida" – John Perez (interpretada por Coldplay) | [ 25 ] |
| 2010 | John Perez                                                                            | "Empire State of Mind"                     | Jay-Z e Alicia Keys                               | - "Bad Romance" – Thomas Kloss (interpretada por Lady Gaga) - "Dog Days Are Over" – Adam Frisch (interpretada por Florence and the Machine) - "Little Lion Man" – Ben Magahy (interpretada por Mumford & Sons) - "Not Afraid" – Christopher Probst (interpretada por Eminem) | [ 26 ] |
| 2011 | Tom Townend                                                                           | "Rolling in the Deep"                      | Adele                                             | - "Hurricane" – Benoît Debie, Jared Leto, Rob Witt e Daniel Carberry (interpretada por Thirty Seconds to Mars) - "Love the Way You Lie" – Christopher Probst (interpretada por Eminem com part. de Rihanna) - "Run the World (Girls)" – Jeffrey Kimball (interpretada por Beyoncé) - "Teenage Dream" – Paul Laufer (interpretada por Katy Perry) | [ 27 ] |
| 2012 | André Chemetoff                                                                       | "Bad Girls"                                | M.I.A.                                            | - "Born to Die" – André Chemetoff (interpretada por Lana Del Rey) - "Princess of China" – Stéphane Vallée (interpretada por Coldplay com part. de Rihanna) - "Someone Like You" – David Johnson (interpretada por Adele) - "Take Care" – Kasper Tuxen (interpretada por Drake com part. de Rihanna) | [ 28 ] |
| 2013 | Ryan Lewis, Jason Koenig e Mego Lin                                                   | "Can't Hold Us"                            | Macklemore e Ryan Lewis (com part. de Ray Dalton) | - "Ride" – Malik Sayeed (interpretada por Lana Del Rey) - "Sacrilege" – Alexis Zabé (interpretada por Yeah Yeah Yeahs) - "Tuna Melt" – TS Pfeffer e Robert McHugh (interpretada por A-Trak e Tommy Trash) - "Up in the Air" – David Devlin (interpretada por Thirty Seconds to Mars) | [ 29 ] |
| 2014 | Darren Lew e Jackson Hunt                                                             | "Pretty Hurts"                             | Beyoncé                                           | - "Afterlife" – Evan Prosofsky (interpretada por Arcade Fire) - "City of Angels" – David Devlin (interpretada por Thirty Seconds to Mars) - "Hate or Glory" – Michael Ragen (interpretada por Gesaffelstein) - "West Coast" – Evan Prosofsky (interpretada por Lana Del Rey) | [ 30 ] |
| 2015 | Larkin Seiple                                                                         | "Never Catch Me"                           | Flying Lotus (com part. de Kendrick Lamar)        | - "Bad Blood" – Christopher Probst (interpretada por Taylor Swift com part. de Kendrick Lamar) - "Left Hand Free" – Mike Simpson (interpretada por Alt-J) - "Thinking Out Loud" – Daniel Pearl (interpretada por Ed Sheeran) - "Two Weeks" – Justin Brown (interpretada por FKA Twigs) | [ 31 ] |
| 2016 | Malik Sayeed                                                                          | "Formation"                                | Beyoncé                                           | - "Hello" – André Turpin (interpretada por Adele) - "I Wanna Know" – Corey Jennings (interpretada por Alesso) - "Into You" – Paul Laufer (interpretada por Ariana Grande) - "Lazarus" – Crille Forsberg (interpretada por David Bowie) | [ 32 ] |
| 2017 | Scott Cunningham                                                                      | "Humble"                                   | Kendrick Lamar                                    | - "Castle on the Hill" – Steve Annis (interpretada por Ed Sheeran) - "Nobody Speak" – David Proctor (interpretada por DJ Shadow com part. de Run the Jewels) - "Now or Never" – Kristof Brandl (interpretada por Halsey) - "Thunder" – Matthew Wise (interpretada por Imagine Dragons) | [ 33 ] |
| 2018 | Benoît Debie                                                                          | "Apeshit"                                  | The Carters                                       | - "Growing Pains" – Pau Castejón (interpretada por Alessia Cara) - "In My Blood" – Jonathan Sela (interpretada por Shawn Mendes) - "No Tears Left to Cry" – Scott Cunningham (interpretada por Ariana Grande) - "River" – Frank Mobilio e Patrick Meller (interpretada por Eminem com part. de Ed Sheeran) - "This Is America" – Larkin Seiple (interpretada por Childish Gambino) | [ 34 ] |
| 2019 | Scott Cunningham                                                                      | "Señorita"                                 | Shawn Mendes e Camila Cabello                     | - "Almeda" – Chayse Irvin, Ryan Marie Helfant e Justin Hamilton (interpretada por Solange) - "Hostage" – Pau Castejón (interpretada por Billie Eilish) - "Me!" – Starr Whitesides (interpretada por Taylor Swift com part. de Brendon Urie da Panic! at the Disco) - "Thank U, Next" – Christopher Probst (interpretada por Ariana Grande) - "Tints" – Elias Talbot (interpretada por Anderson .Paak com part. de Kendrick Lamar) | [ 35 ] |
| 2020 | Michael Merriman                                                                      | "Rain on Me"                               | Lady Gaga e Ariana Grande                         | - "All the Good Girls Go to Hell" – Christopher Probst (interpretada por Billie Eilish) - "Blinding Lights" – Oliver Millar (interpretada por The Weeknd) - "Harleys in Hawaii" – Arnau Valls (interpretada por Katy Perry) - "My Oh My" – Scott Cunningham (interpretada por Camila Cabello com part. de DaBaby) - "Old Me" – Kieran Fowler (interpretada por 5 Seconds of Summer) | [ 36 ] |
| 2021 | Benoit Soler, Malik H. Sayeed, Mohammaed Atta Ahmed, Santiago Gonzalez e Ryan Helfant | "Brown Skin Girl"                          | Beyoncé, Blue Ivy, Saint Jhn e Wizkid             | - "911" – Jeff Cronenweth (interpretada por Lady Gaga) - "Holy" – Elias Talbot (interpretada por Justin Bieber com part. de Chance the Rapper) - "Shame Shame" – Santiago Gonzalez (interpretada por Foo Fighters) - "Solar Power" – Andrew Stroud (interpretada por Lorde) - "Therefore I Am" – Rob Witt (interpretada por Billie Eilish) | [ 37 ] |
| 2022 | Nikita Kuzmenko                                                                       | "As It Was"                                | Harry Styles                                      | - "Family Ties" – Bruce Cole (interpretada por Baby Keem e Kendrick Lamar) - "Bam Bam" – David Bolen (interpretada por Camila Cabello com part. de Ed Sheeran) - "N95" – Adam Newport-Berra (interpretada por Kendrick Lamar) - "Wild Side" – Nikita Kuzmenko (interpretada por Normani com part. de Cardi B) - All Too Well: The Short Film – Rina Yang (interpretada por Taylor Swift) | [ 38 ] |
| 2023 | Rina Yang                                                                             | "Anti-Hero"                                | Taylor Swift                                      | - "Count Me Out" – Adam Newport-Berra (interpretada por Kendrick Lamar) - "Eyes Closed" – Natasha Braier (interpretada por Ed Sheeran) - "Flowers" – Marcell Rév (interpretada por Miley Cyrus) - "I Drink Wine" – Adam Newport-Berra (interpretada por Adele) - "Lipstick Lover" – Allison Anderson (interpretada por Janelle Monáe) - "Vampire" – Russ Fraser (interpretada por Olivia Rodrigo) | [ 39 ] |
| 2024 | Anatol Trofimov                                                                       | "We Can't Be Friends (Wait For Your Love)" | Ariana Grande                                     | - "Von Dutch" – Jeff Bierman (interpretada por Charli xcx) - "Illusion" – Nikita Kuzmenko (interpretada por Dua Lipa) - "Obsessed" – Marz Miller (interpretada por Olivia Rodrigo) - "Touching the Sky" – Camilo Monsalve (interpretada por Rauw Alejandro) - "Fortnight" – Rodrigo Prieto (interpretada por Taylor Swift & Post Malone) | [ 40 ] |